# 国家国有资产管理局
国家国有资产管理局是中华人民共和国国务院直属机构。负责国有资产管理。财政部归口管理。

## 历史
第七届全国人民代表大会第一次会议批准，1988年8月成立。1988年8月13日《国务院关于国务院机构设置的通知》中明确：国家国有资产管理局是直属局级的部委归口管理的国家局，由财政部归口管理。内设：
- 办公室
- 工业、交通、建筑国有资产管理司
- 商业、贸易、金融国有资产管理司
- 农业、文教、行政国有资产管理司
- 境外国有资产管理司

其他下属单位：
- 国有资产管理科学研究所
- 资产评估中心
- 经济科学出版社

根据第八届全国人民代表大会第一次会议批准的国务院机构改革方案和《国务院关于部委管理的国家局设置及有关问题的通知》(国发(1993)26号)，国家国有资产管理局为财政部管理的国家局(副部级)。内设：
- 办公室
- 政策法规司
- 产权登记与资产统计司
- 企业司
- 行政事业资源司
- 地方司
- 机关党委

1998年，国家国有资产管理局被撤销，同年7月成立中共中央大型企业工作委员会（1999年12月1日改称中共中央企业工作委员会）。2003年3月，中央企业工委也被撤销，国务院国有资产监督管理委员会成立。